# Oille
L'oille (prononcer [ɔj]) est une potée faite avec diverses viandes et des légumes variés.

## Étymologie

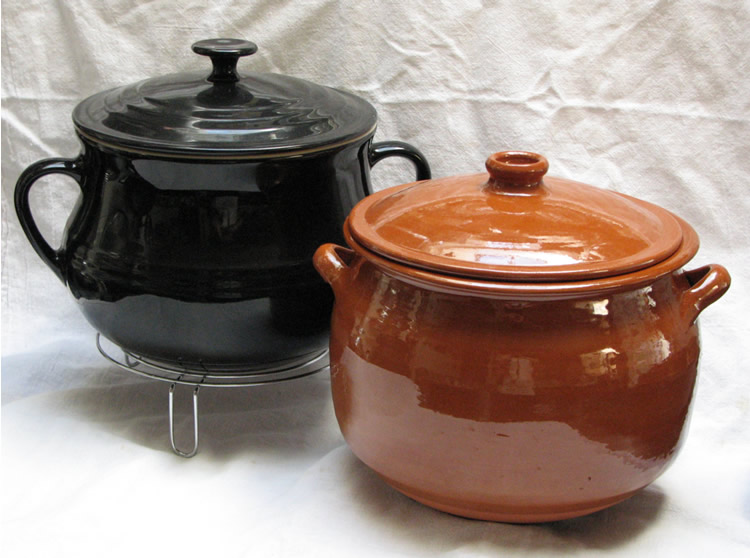
Le « pot » médiéval qui servait à cuire le pot-au-feu et la poule au pot se retrouve dans la marmite française et la olla espagnole qui ont la même forme et les mêmes fonctions.

Attesté, sous cette forme, en français en 1673, le mot vient de l'espagnol, olla. Ce vocable, issu du latin aula, ou aulla, qui signifie « pot », « soupière » ou « marmite », se retrouve dans la langue provençale avec oulle, qui a la même signification. Ce terme se trouve aussi dans l'ancien français avec le sens de marmite (ole) au cours du XIIIe siècle. Puis le contenant servit à désigner le contenu.
D'après le Dictionnaire de l'Académie, dans sa première édition de 1718, il s'agissait d'un « potage où il entre plusieurs herbes et plusieurs viandes différentes ».

## Composition

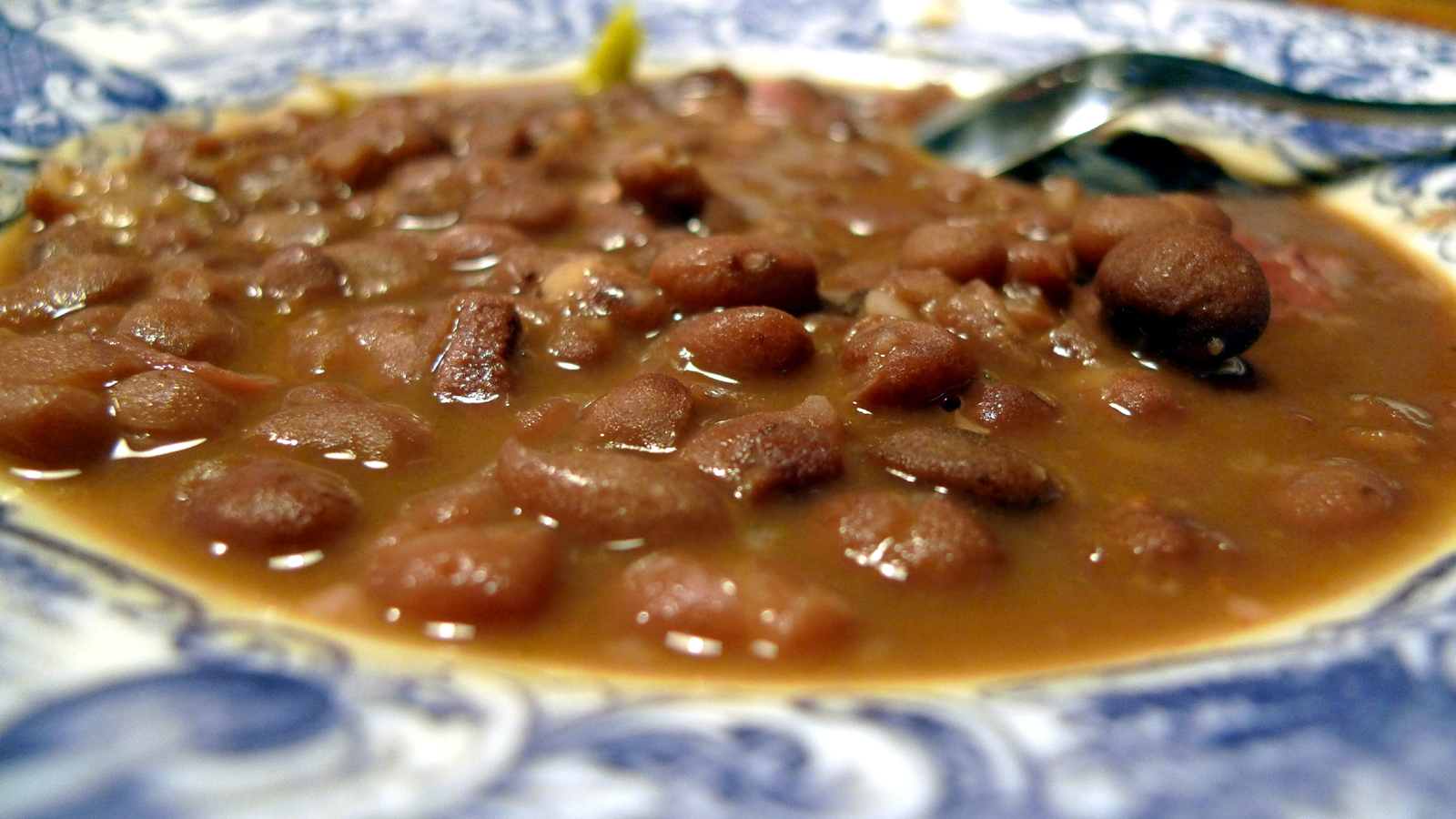
Olla podrida.

Le Dictionnaire général de la cuisine française ancienne et moderne distingue :
- la « grand ouille » ou l'« oille en pot » de la fin du XVIe siècle[4], c'est « une préparation culinaire rustique qui se présente sous la forme d'un ragoût mijoté pendant plusieurs heures qui contient des restes de viandes, des légumes et des féculents ou des légumineuses[5] » ;
- l'olla podrida espagnole, « un mets tellement compliqué, que les cuisiniers français ne mettent aucun empressement à le proposer sur leurs menus, et c'est un plat assez dispendieux pour qu'on ne le serve jamais indifféremment ni fréquemment. […] Ce ragoût fait partie de la représentation diplomatique et du cérémonial officiel [espagnol][4] ».

Il y a contradiction entre les appréciations portées sur ce mets entre l'Espagne et la France : « Rien n’est plus malsain, rien n’est plus funeste qu’une oille ; il faut laisser ce mets grossier aux chanoines, aux professeurs de collège, aux festins de noces des laboureurs ; leurs estomacs peuvent s'en accommoder, mais celui d'un gouverneur demande des aliments plus légers », avertissait Miguel de Cervantes, dans son Don Quichotte (1605-1615).
Par contre la marquise de Sévigné semble l'avoir apprécié au plus haut point. Le 2 novembre 1673, elle écrivit à sa fille : « Ne mettez point votre pot-au-feu si matin, craignez d'en faire un consommé ; la pensée d’un oille me plaît bien, elle vaut mieux qu'une viande seule : pour moi, je n'y mets comme vous qu'une seule chose avec de la chicorée amère. »
- l'oille moderne à la française[4]. Ce mets, apprécié par la marquise, pouvait être composé de différentes viandes et légumes[6]. Si son nom indique qu'il trouve son origine en Espagne, il semble être devenu plus gastronomique puisqu'il fut très en vogue sur les tables aristocratiques et bourgeoises entre les XVIIe et XIXe siècles[7]. D'après Furetière, il désignait une sorte de « potage fait de diverses herbes et sans beurre, qu'on sert quelquefois les jours maigres sur les bonnes tables pour faire quelque diversité ».

## Vaisselle
« Le pot à oille est un objet à la fonction et à la forme nouvelle. Son nom vient du mot olla qui, en espagnol, désigne un ragoût de viandes, plat importé d'Espagne par la reine Marie-Thérèse venue épouser Louis XIV. Du contenu le mot glissa au contenant et le pot à oille servit tout au long du XVIIIe siècle à présenter les viandes en sauce. »

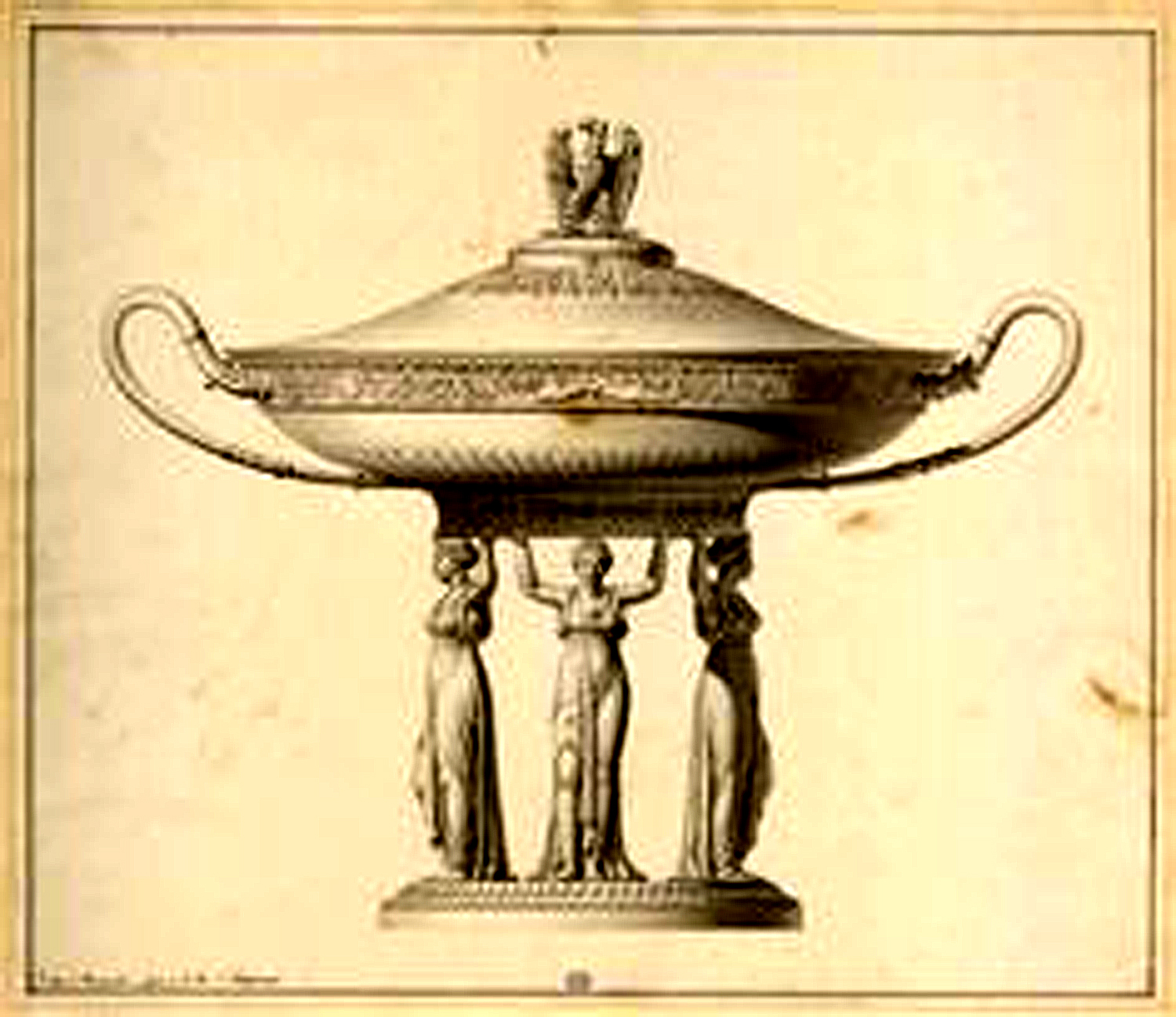
Pot à oille, gravure du Premier Empire.

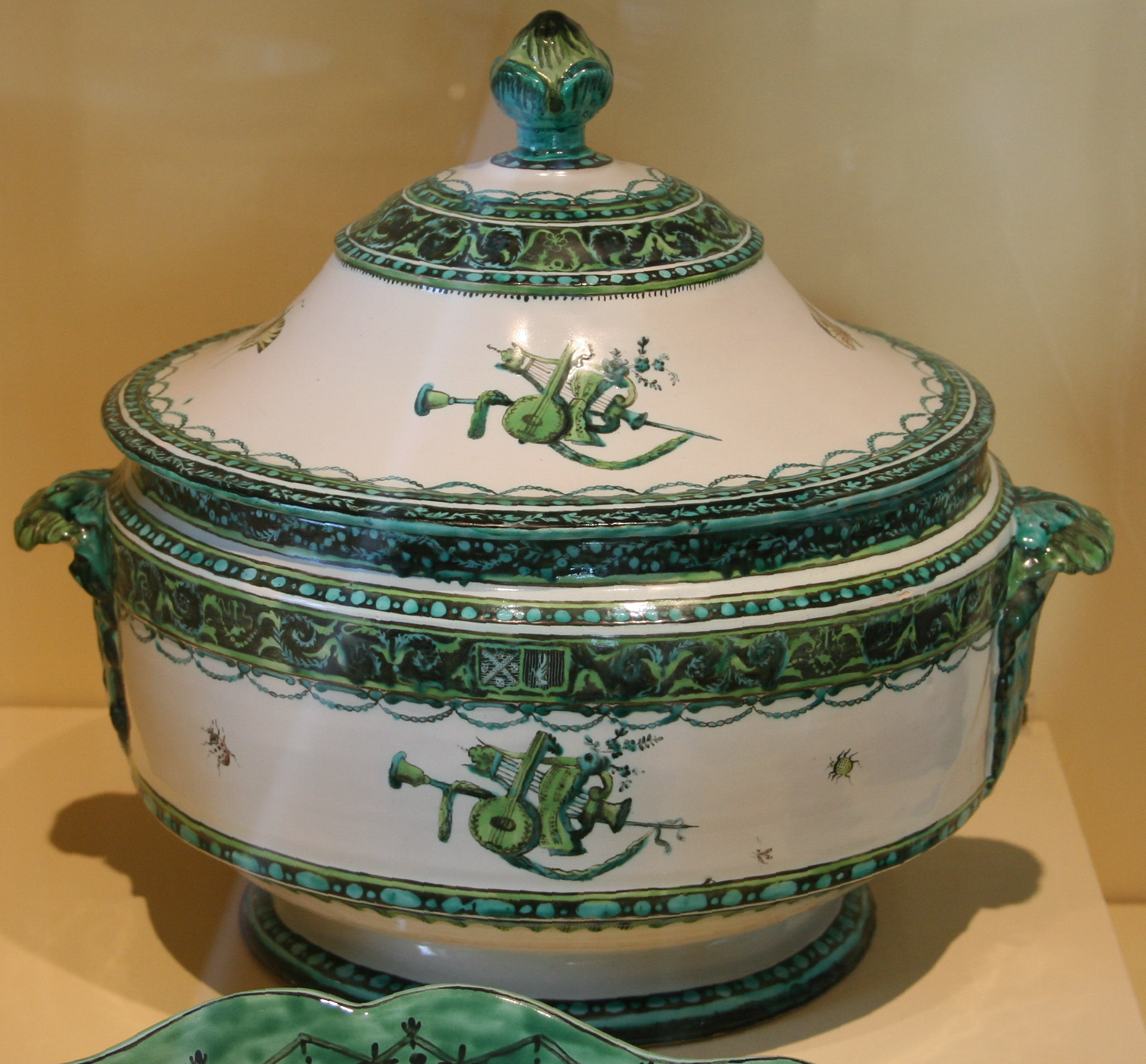
Pot à oille, par Gaspard Robert, au musée de la Faïence (Marseille).

Ce récipient nouveau participe au décor de la table. Remarquable pour la qualité de son décor, le pot est l'un des éléments des vastes services réalisés aux XVIIIe et XIXe siècles par les plus grands orfèvres ou faïenciers de cette période. Le récipient qui repose, le plus souvent, sur quatre pieds a, généralement, une bordure « soulignée par une frise d’oves et de motifs feuillagés ». De plus, le récipient et son couvercle sont caractérisés par l’exubérance ou l'originalité de leur décor. C'est là, aussi, que sont mises en valeur les armes du commanditaire s'il est noble.

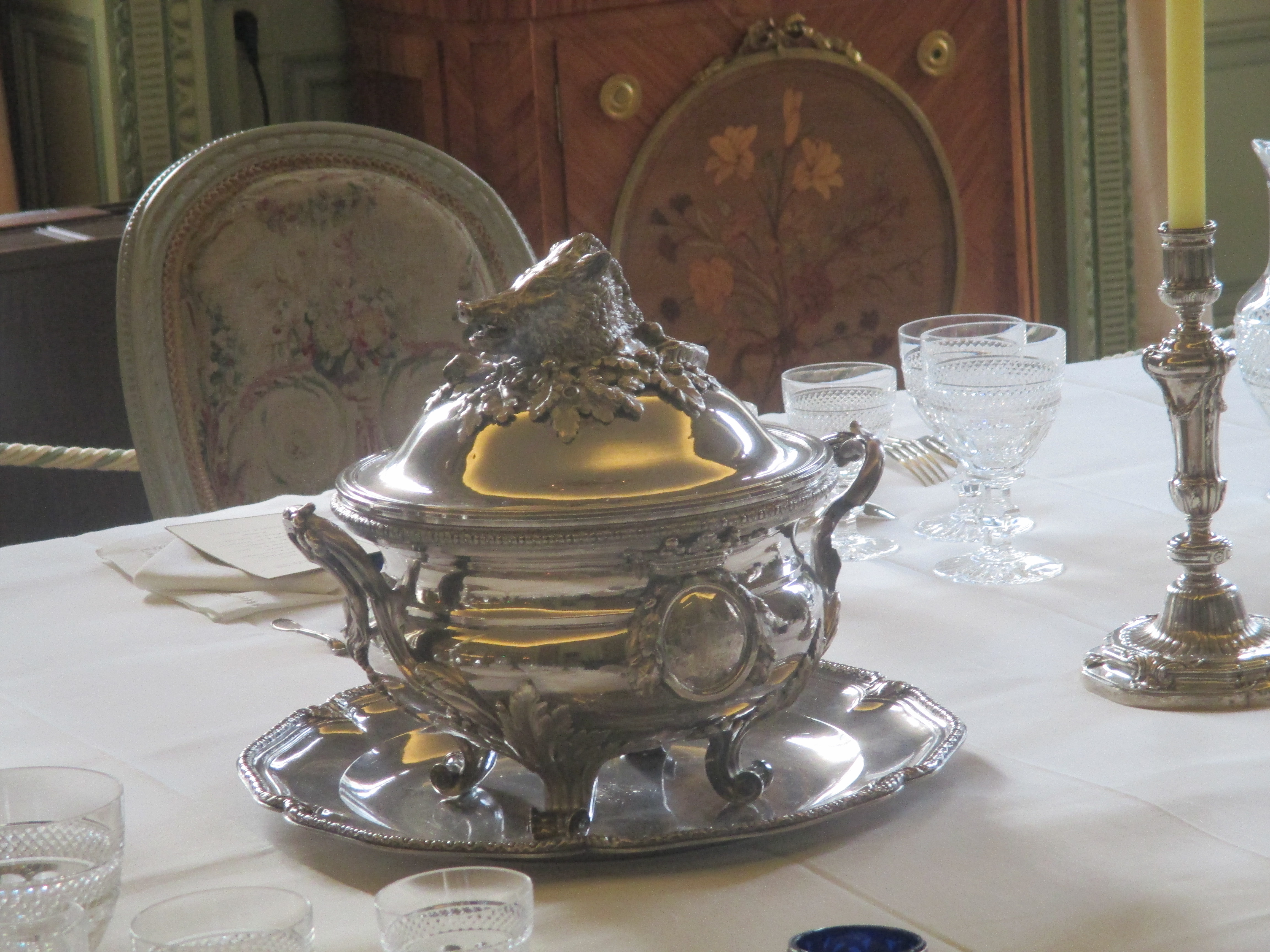
Pot à oille en argent massif du comte Orloff.
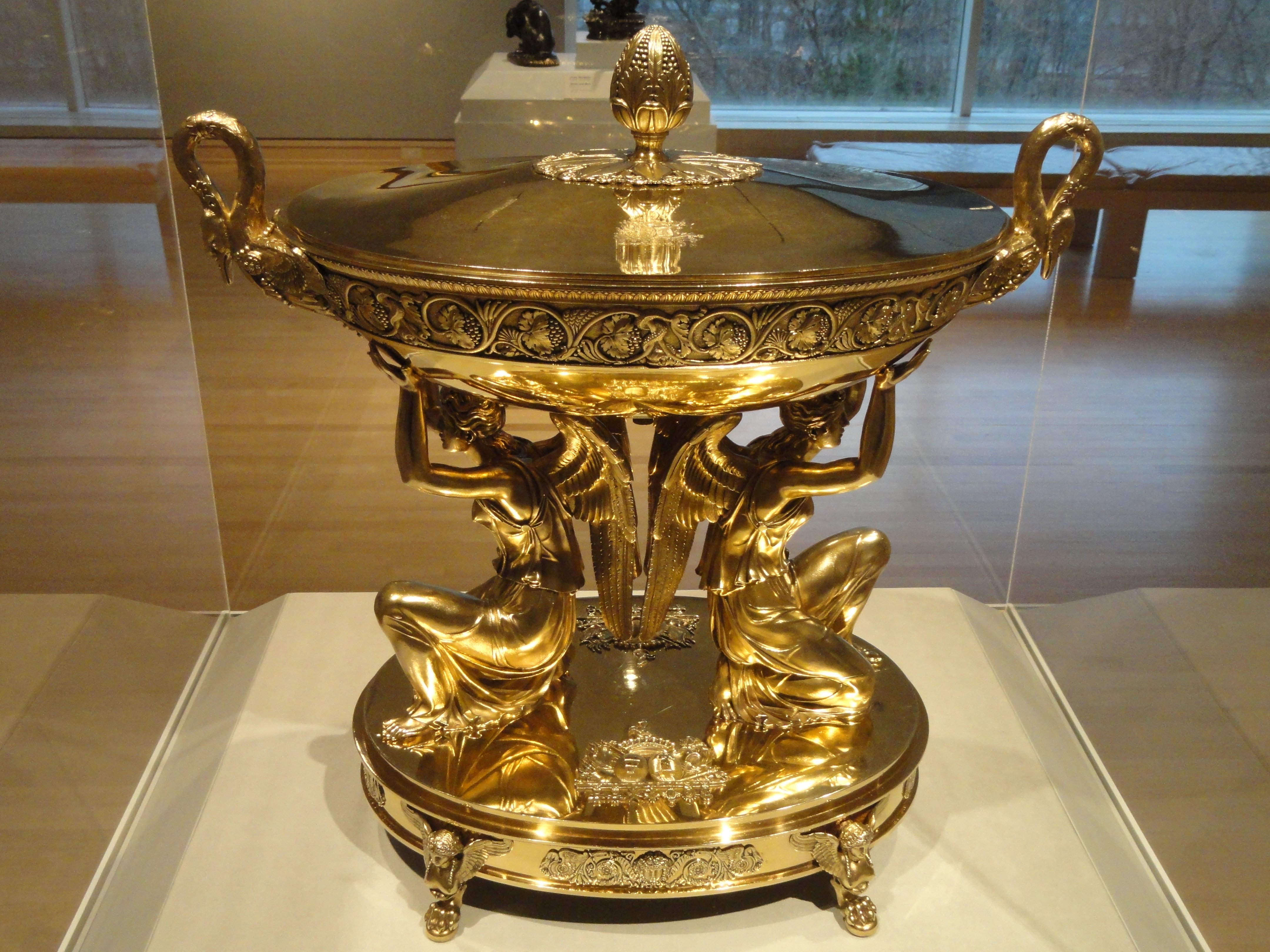
Pot à oille en vermeil par Jean-Baptiste Claude Odiot.
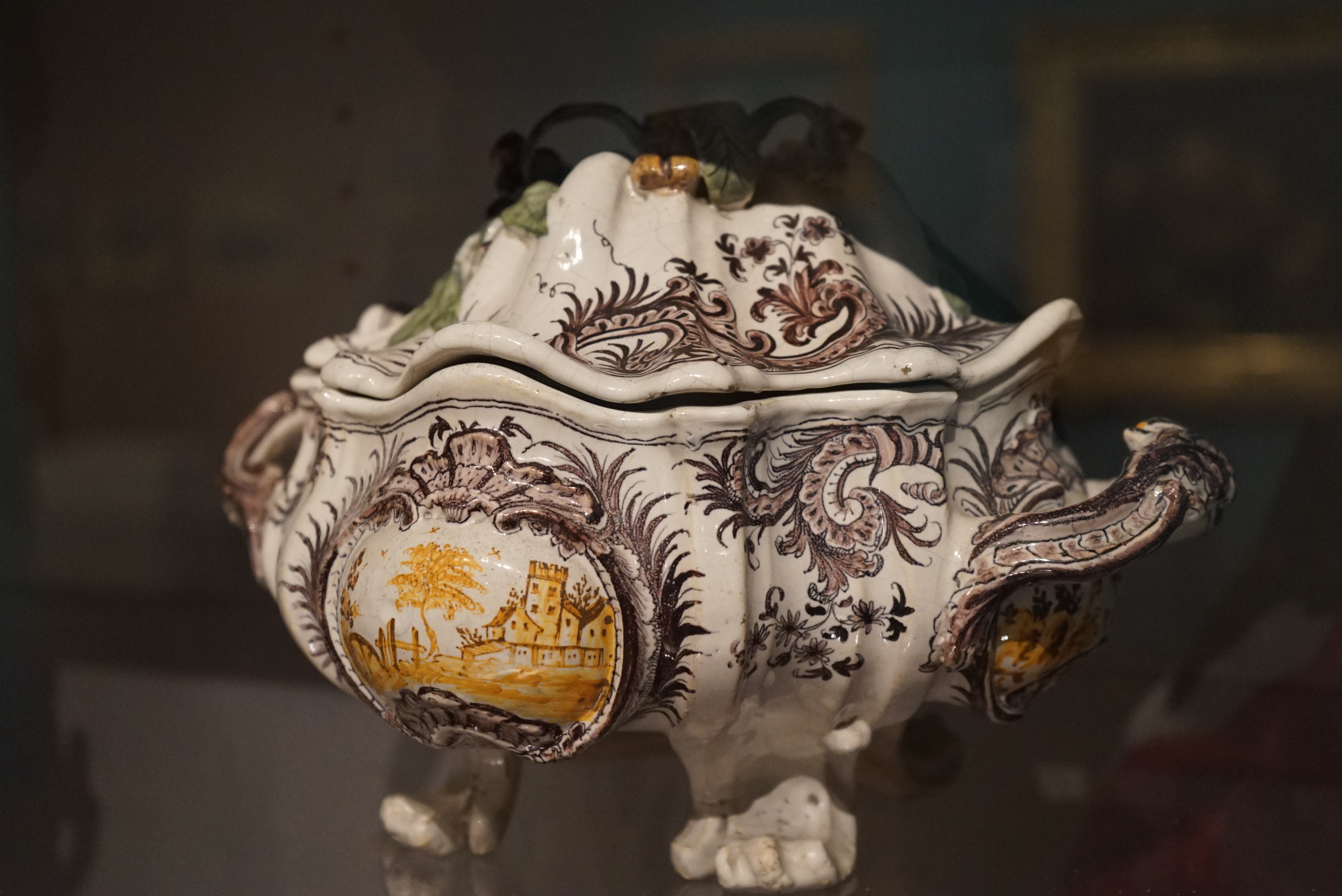
Pot à oille, faïence d'Italie, musée des beaux-arts de Reims.
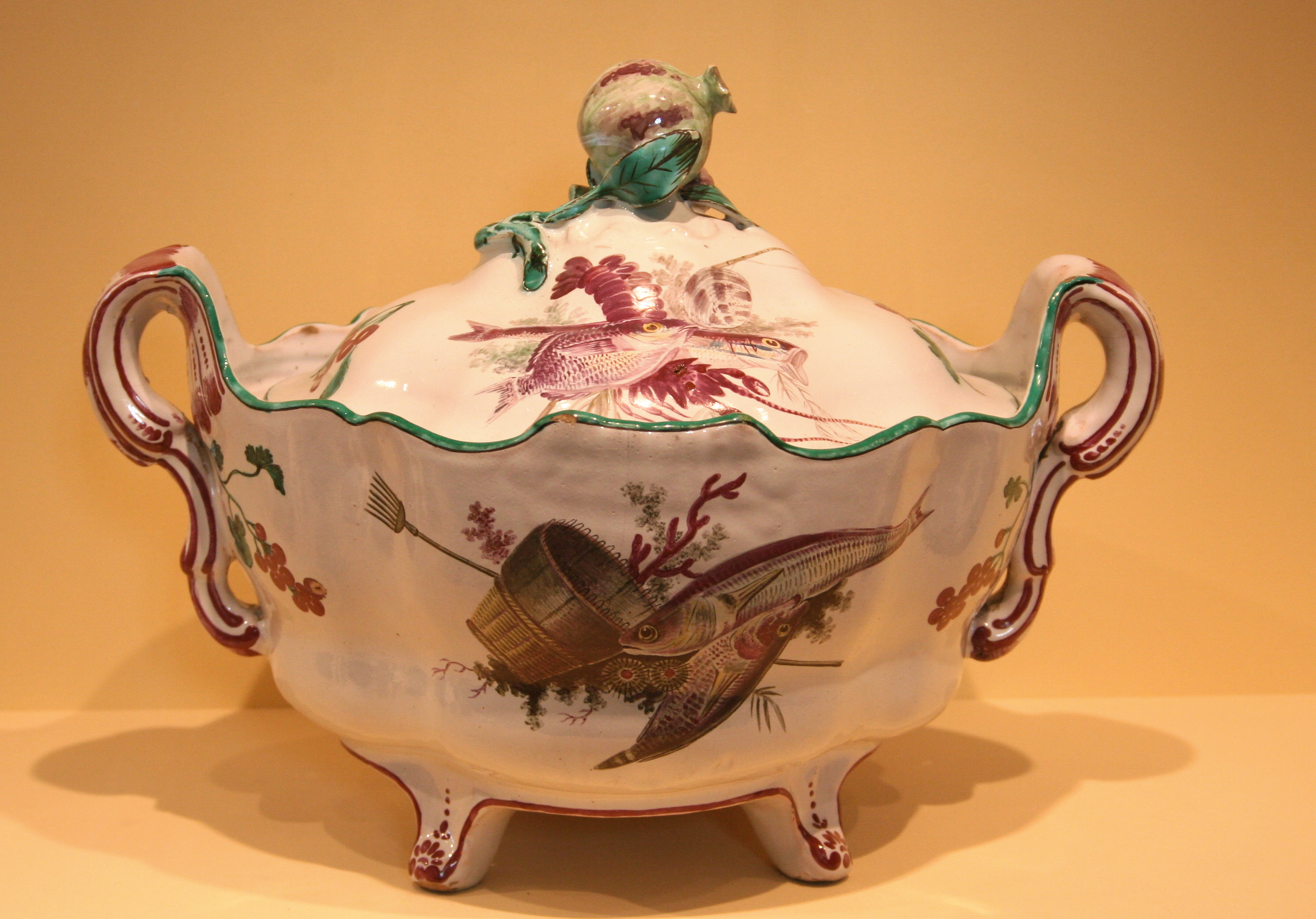
Pot à oille, par Savy, au musée de la Faïence (Marseille).